# Battaglia di Clitheroe
La battaglia di Clitheroe fu uno scontro combattuto tra le forze scozzesi e quelle inglesi il 10 giugno 1138 durante il periodo dell'Anarchia. La battaglia venne combattuta a Clitheroe, nel lato sud delle Bowland Fells, nel Lancashire, in Inghilterra.

## Antefatto
Nel corso della guerra civile in Inghilterra nota come l'Anarchia, re Davide I di Scozia scelse di schierarsi con sua nipote, Matilda. Parallelamente, Davide stava cercando di assorbire il Northumberland nei territori del regno di Scozia. Per questo fine Davide guidò l'esercito scozzese nel Northumberland all'inizio del 1138, evitando accuratamente di scontrarsi con le forze di re Stefano d'Inghilterra sino a quando quest'ultimo venne costretto a ritirarsi a sud. Davide poté così riprendere la sua invasione, attraversando il Northumberland il 15 aprile e ponendo assedio al castello di Norham.
Fu in questo stesso periodo che William fitz Duncan, venne posto a capo delle forze scozzesi col compito di razziare le terre di Craven e Clitheroe.

## La battaglia
Poco si sa della battaglia stessa. Ciò che si sa è che le forze scozzesi guidate da William fitz Duncan incontrò un'armata pesante inglese presso il fiume Ribble il 10 giugno. Si dice anche che l'esercito scozzese si distinse nello scontro. Gli scozzesi, pur armati in maniera più leggera degli inglesi, combattevano con una ferocia inaudita contro il nemico.
La battaglia divenne una vittoria schiacciante dell'esercito scozzese sugli inglesi e le fonti storiche inglesi riportarono come il fiume Ribble fosse divenuto rosso del sangue dei caduti.

## Conseguenze
Dopo la battaglia di Clitheroe l'esercito scozzese si diede a razziare le terre inglesi, uccidendo e schiavizzando la popolazione locale.
Successivamente, William fitz Duncan ed i suoi uomini rientrarono a far parte dell'esercito scozzese e con esso combatterono la battaglia dello Stendardo, presso Northallerton, il 22 agosto di quello stesso anno, che segnò una vittoria degli inglesi.